# 狭叶扭口藓
狭叶扭口藓（学名：Barbula subcontorta）为丛藓科扭口藓属下的一个种。